# Provincia de Oriente (Cuba)
Oriente fue una de las seis provincias de Cuba hasta 1976. Era conocida como Provincia de Santiago de Cuba antes de 1905. El nombre es aún utilizado como referencia a la región este de la isla. La capital provincial fue la ciudad de Santiago de Cuba.

## Reajuste administrativo de 1976
La provincia se desintegró en 1976 con el reajuste administrativo tras la aprobación de la Ley número 1304 del 3 de julio de ese año, dando lugar desde entonces a las siguientes provincias:

### Provincia de Las Tunas

Provincia de Las Tunas

Con los siguientes ocho municipios:
| - Amancio, - Colombia, | - Jesús Menéndez, - Jobabo, | - Majibacoa, - Manatí, | - Puerto Padre, - Victoria de Las Tunas. |  |

### Provincia de Granma

Provincia de Granma.

Con los siguientes trece municipios:
| - Bartolomé Masó, - Bayamo, Capital provincial. - Buey Arriba, | - Campechuela, - Guisa, - Cauto Cristo, | - Jiguaní, - Manzanillo, - Media Luna, | - Niquero, - Pilón, - Río Cauto, - Yara |  |

### Provincia de Holguín

Provincia de Holguín.

Con los siguientes catorce municipios:
| - Antilla, - Báguanos, - Banes, - Cacocum, | - Calixto García, - Cueto, - Frank País, - Gibara, | - Holguín, - Mayarí, - Moa, | - Rafael Freyre, - Sagua de Tánamo, - Urbano Noris |  |

### Provincia de Santiago de Cuba

Provincia de Santiago de Cuba.

Con los siguientes nueve municipios:
| - Contramaestre, - Guamá, | - Mella, - Palma Soriano, | - San Luis, - Santiago de Cuba, | - Segundo Frente, - Songo - La Maya, - Tercer Frente |  |

### Provincia de Guantánamo

Provincia de Guantánamo.

Con los siguientes diez municipios:
| - Baracoa, - Caimanera, | - El Salvador, - Guantánamo, - Imías, | - Maisí, - Manuel Tames, - Niceto Pérez, | - San Antonio del Sur, - Yateras. |  |